# Rock à six temps
 (avril 2012).
Si vous disposez d'ouvrages ou d'articles de référence ou si vous connaissez des sites web de qualité traitant du thème abordé ici, merci de compléter l'article en donnant les références utiles à sa vérifiabilité et en les liant à la section « Notes et références ».
Le rock à six temps est une danse de type rock. En France, le rock à 6 temps est majoritaire relativement au rock à 4 temps qui reste néanmoins pratiqué dans le nord de l'Europe.
On danse le rock à 6 temps traditionnellement sur des rythmes rock (marqués par l'alternance de la grosse caisse et de la caisse claire sur 4 temps), même s'il est assez courant de le danser sur des rythmes plus swing (marqués par la prédominance des cymbales) ou boogie.

## Technique
Les temps sont marqués par des pas précis. C'est la présence de pas qui permet d'obtenir la force nécessaire à l'exécution de rotation rapides, tout en gardant les membres supérieurs souples.
Le terme « six temps » correspond à six temps musicaux mais comporte huit appuis. En effet, les appuis se comptent ainsi : « un, deux, trois et quatre, cinq et six ». Chaque mot (y compris les deux « et ») correspondent à un appui. Cela dit, ceux-ci sont exécutés rapidement (ils tombent entre deux temps, au milieu ou aux 2/3 suivant le type de musique) et ces huit appuis correspondent donc à six temps musicaux.
Parmi ces 6 temps, les deux premiers sont traditionnellement utilisés comme amorce. Le léger recul simultané du couple va créer dans la connexion une tension créant un effet ressort permettant l'exécution des figures. Les quatre temps suivants (3 et 4, 5 et 6) sont les temps utilisés pour le déplacement de la cavalière. Bien que la plupart des passes se fassent en 6 temps, il est possible de combiner certaines passes afin d'obtenir des passes de 8, 10, voire 12 temps.
Ainsi, une différence notable avec le rock 4 temps est que les passes ne coïncident généralement pas avec la mesure de 4 temps.
La danse se fait sur une droite imaginaire (ligne de danse) décrite par la cavalière. Les danseurs, sauf exception, s'écartent peu de cette « ligne de danse », afin de ne pas gêner les autres danseurs.
Le pas de base est, pour le cavalier (avec entre parenthèses, le comptage sur la musique) :
- un rock-step : pied gauche légèrement en arrière, puis pied droit sur place (un-deux) ;
- un chassé vers la gauche : gauche-droite-gauche (trois et quatre) ;
- un chassé vers la droite : droite-gauche-droite (cinq et six).

Puis on recommence : pied gauche en arrière, etc.
Pour la cavalière, les pas sont en miroir par rapport au cavalier (rock-step pied droit en arrière, puis droite-gauche-droite, gauche-droite-gauche, etc.)
On effectue un transfert complet du poids du corps à chaque pas.
Sur un rythme rapide, il est possible de simplifier les pas pour éviter le piétinement : au lieu de danser « un, deux, trois et quatre, cinq et six », il suffit de marquer « un, deux, pas, pas, pas, pas », où deux « pas » remplacent le triple piétinement et durent deux temps musicaux. Le jeu de jambes est moins esthétique, mais cela permet de suivre des rythmes bien plus rapides.
Des danseurs et danseuses intermédiaires et expérimentés remplaceront occasionnellement le pas de base par un jeu de jambes, ce qui ne changera pas la passe, mais donnera plus de style à la danse, et personnalisera ainsi le style du danseur et de la danseuse.